# Flawian (Dmitrijuk)
Flawian, imię świeckie Fiodor Dmitrijuk (ur. 2 maja?/14 maja 1895 w Kijowcu, zm. 3 marca 1977 w Gorkim) – biskup Rosyjskiego Kościoła Prawosławnego.

## Życiorys
Był synem cerkiewnego psalmisty. W 1915 ukończył prawosławne seminarium duchowne w Chełmie. 30 czerwca tego samego roku został, jako mężczyzna żonaty, wyświęcony na diakona, zaś 9 sierpnia - na hieromnicha, przyjmując święcenia z rąk biskupa chełmskiego Anastazego. Został wyznaczony na proboszcza parafii w Wereszczynie, jednak jeszcze w tym samym roku udał się na bieżeństwo razem z innymi duchownymi eparchii. Do 1918 służył w różnych cerkwiach Moskwy, Petersburga i Kotielnicza. W 1918 znalazł się na terytorium II Rzeczypospolitej, służył w Prużanie.
W 1938 został pozbawiony polskiego obywatelstwa z powodu głoszonych poglądów prorosyjskich. W czasie II wojny światowej pozostawał na ziemiach białoruskich, wspierając radziecką partyzantkę. Za okazywanie pomocy jej oddziałom rozstrzelana została jego żona Maria, córka Galina z mężem. Druga córka, Raisa, ciężko ranna, przeżyła. Od 1944 ks. Dmitrijuk służył w soborze w Kobryniu, zaś od 1946 - w Bobrujsku. W 1952 przeniósł się do Taganrogu, zaś w 1953 został proboszczem parafii przy soborze Narodzenia Matki Bożej w Rostowie nad Donem oraz dziekanem. 
6 kwietnia 1955 złożył wieczyste śluby mnisze w Ławrze Poczajowskiej, przyjmując imię Flawian. Pełnił obowiązki dziekana i sekretarza monasteru. W tym samym roku otrzymał godność archimandryty. W 1957 przeniesiony do Ławry Troicko-Siergijewskiej.
20 kwietnia 1958 miała miejsce jego chirotonia na biskupa swierdłowskiego i irbickiego, w której jako konsekratorzy udział wzięli patriarcha moskiewski i całej Rusi Aleksy I, biskup sergiopolski Bazyli, emerytowany biskup połtawski Serafin oraz biskup dmitrowski Pimen. Od 1959 pełnił dodatkowo obowiązki locum tenens eparchii czelabińskiej oraz eparchii permskiej (do 1961). W 1966 przeniesiony na katedrę gorkowską i arzamaską. Cieszył się znaczną popularnością wśród wiernych. W 1968 otrzymał godność arcybiskupią, w 1977 zmarł i został pochowany w sąsiedztwie soboru Trójcy Świętej w Gorkim.